# Ligne de Dalat à Thap Cham
La Ligne Dalat - Thap Cham (vietnamien : Đường sắt Phan Rang-Đà Lạt) est une petite ligne de chemin de fer du sud du Viêt Nam partiellement désaffectée. Elle reliait Dalat et Thap Cham, dans la province de Ninh Thuận. Cette ligne présente un profil en long très dénivelé, avec des pentes pouvant atteindre 120 pour mille. Elle était à l'origine équipée d'une crémaillère.

## Histoire
En 1898, le projet de voie ferrée de Dalat à Thap Cham est entériné par Paul Doumer gouverneur d'Indochine Paul Doumer.
La construction de la ligne de Dalat à Thap Cham débute en 1908.
La construction est difficile, en particulier le terrain montagneux à l'ouest de Sông Pha oblige à construire des sections à crémaillère et de nombreux tunnels.
La ligne de 84 km de long serpentant sur un dénivelé de 1 400 m comporte 3 sections à crémaillère et 5 tunnels,.
En 1932, la voie ferrée atteint Dalat après 24 années de construction.
Pendant la guerre du Viêt Nam la ligne, comme l'ensemble du réseau, est l'objet de bombardements et de sabotages par le Viet Cong.
La ligne est progressivement abandonnée et la fin des opérations aura lieu en 1968.
Après la chute de Saïgon d'avril 1975, la ligne est démontée pour fournir des matériaux de réparation de la ligne principale.
Dans les années 1990, une section de 7 km, à proximité du village de Trai Mat, est rouverte comme attraction touristique.

## Gares de la ligne

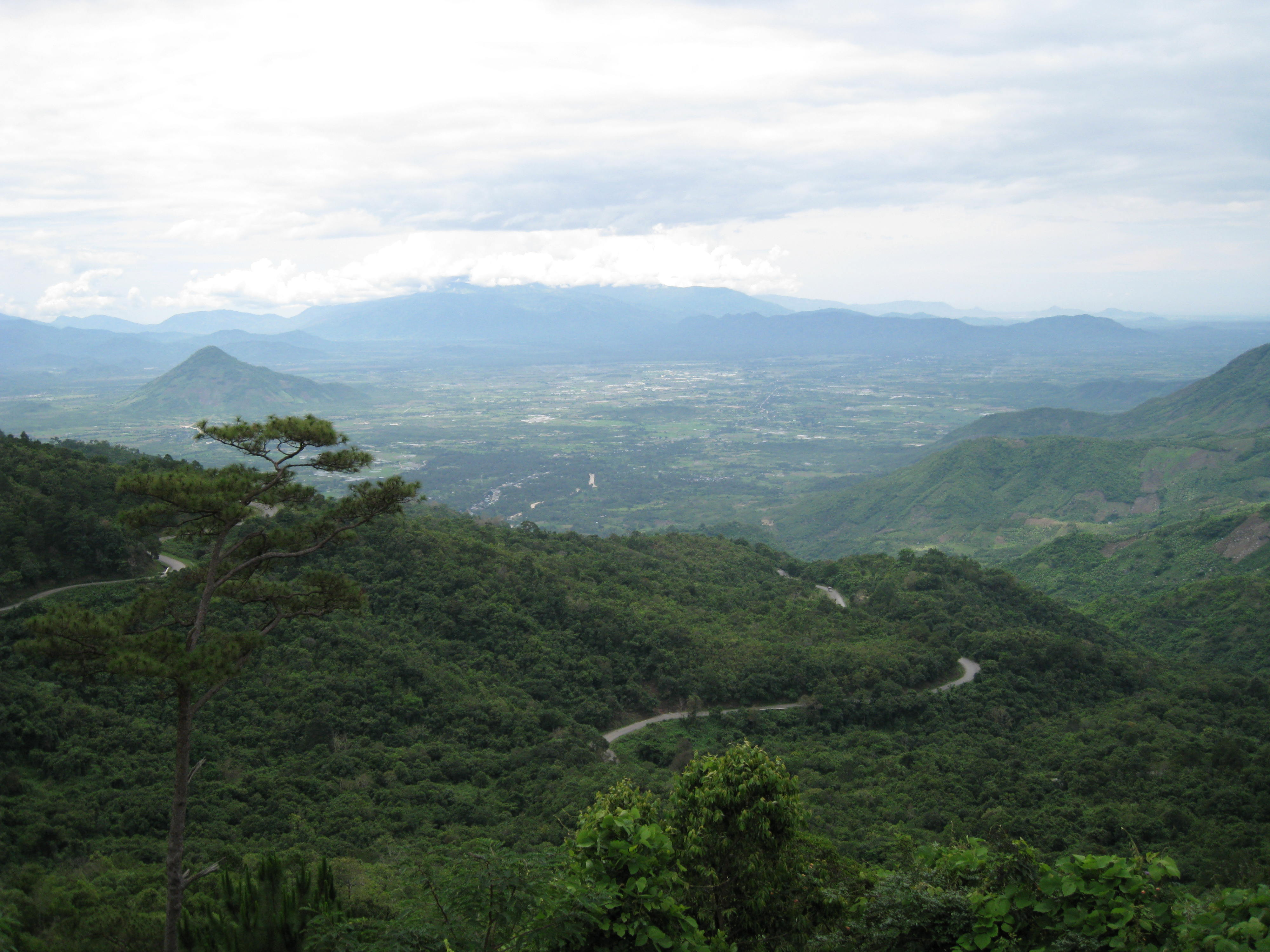
Le Col de Ngoạn Mục ou Col de Bellevue

| Km | Gare      | Ville/District        | Altitude, | Notes                          | Carte |
| 0  | Tháp Chàm | Phan Rang - Tháp Chàm | 32 m      | For Chemin de fer Nord-Sud     | carte |
| 22 | Tân Mỹ    | Tân Mỹ                |           |                                | carte |
| 41 | Sông Pha  | Sông Pha              | 186 m     | ou Krongpha,                   | carte |
| 47 | Co Bo     | Co Bo                 | 663 m     | ou K'Beu,,au Col de Bellevue   | carte |
| 51 | Eo Gio    | Eo Gio                | 991 m     | ou Bellevue,au Col de Bellevue | carte |
| 56 | Đơn Dương | Đơn Dương             | 1 016 m   | ou Dran                        | carte |
| 62 | Tram Hanh | Tram Hanh             | 1 514 m   | ou Arbre Broyé,                | carte |
| 66 | Cau Dat   | Cau Dat               | 1 466 m   | ou Entrerays,                  | carte |
| 72 | Da Tho    | Da Tho                | 1 402 m   | ou Le Bosquet,                 | carte |
| 77 | Trai Mat  | Trai Mat              | 1 550 m   |                                | carte |
| 84 | Da Lat    | Ward 10, Da Lat       | 1 488 m   |                                | carte |